# 新分野創成センター
新分野創成センター（しんぶんやそうせいセンター、英語: Center for Novel Science Initiative）は、自然科学研究機構を構成する5つの研究所（国立天文台、核融合科学研究所、分子科学研究所、基礎生物学研究所、生理学研究所）の共同による先端的新分野の研究施設。2009年4月1日設立。現在は東京都三鷹市にある。2019年に井本敬二がセンター長に就任した。

## 概要
研究分野の境界に捕らわれない研究手法の拡大や異分野交流の推進によって、新しい研究分野を生み出し、自然科学研究機構がその大きな流れを先導することを目的として設置された。新分野創成センターは、次の2つの研究分野からなる。
- 先端光科学研究分野
- プラズマバイオ研究分野